# Franco Cortinovis
Franco Cortinovis, né le 24 mars 1945 à Milan, est un coureur cycliste italien.

## Biographie
Professionnel de 1969 à 1971, il a gagné une étape du Tour d'Italie lors de sa première saison chez Sagit.

## Palmarès

### Palmarès amateur
- 1962
  -  Champion d'Italie sur route débutants
- 1965
  - Trophée Taschini
- 1966
  - 1re étape du Tour du Piémont amateurs
- 1968
  -  Champion d'Italie sur route amateurs
  - Coppa San Geo
  - 5ea étape du Tour de la Vallée d'Aoste

### Palmarès professionnel
- 1969
  - 6e étape du Tour d'Italie

## Résultats sur les grands tours

### Tour de France
1 participation
- 1970 : abandon (6e étape)

### Tour d'Italie
1 participation
- 1969 : non-partant (12e étape), vainqueur de la 6e étape